# Adam Sedgwick
Adam Sedgwick (Dent (Yorkshire), 22 maart 1785 - Cambridge, 27 januari 1873) was een Engels geoloog en natuurtheoloog. Sedgwick onderzocht de stratigrafie van het Paleozoïcum en definieerde de tijdperken Cambrium en Devoon.

## Levensloop
Sedgewick was de zoon van een Anglicaanse priester, en werd zelf tot priester gewijd in 1817. In 1818 kon hij de leerstoel van Woodwardian Professor of Geology aan de Universiteit van Cambridge betrekken. Hoewel hij op dat moment nog geen enkele ervaring op het gebied had, werd hij al snel een expert op het gebied van geologie en paleontologie. In 1822 bracht hij de complexe geologie van het Lake District in kaart, waarbij hij gebruik maakte van de nieuwe karteringsmethodes die kort daarvoor waren ontdekt door William Smith. Als hoogleraar in Cambridge was hij erg populair, hij was een goed verteller en was een van de eersten die ook vrouwelijke studenten toeliet tot zijn colleges. In 1829 werd hij president van de Geological Society. Vanaf ongeveer 1850 ging zijn gezondheid bergafwaarts, maar hij bleef tot 1871 colleges geven.

### Paleozoische stratigrafie
In 1827 verkende Sedgwick samen met Roderick Murchison de geologie van Schotland. Vanaf 1830 werkten de twee samen aan de geologie van Wales, waarbij Murchison het zuiden voor zijn rekening nam en Sedgwick het centrale deel. Murchison definieerde aan de hand van fossielen een tijdperk dat hij het Siluur noemde, terwijl Sedgwick een ouder tijdperk definieerde: het Cambrium. In 1835 publiceerden ze hun stratigrafieën samen. Al snel ontstond er echter ruzie. De twee tijdperken bleken namelijk te overlappen, en beide geologen wilden dat hun tijdperk het langste zou duren. Later, pas na de dood van beiden, zou het overlappende gedeelte een eigen tijdperk gaan vormen, het Ordovicium.
In 1839 zouden Sedgwick en Murchison samen een tijdperk na het Siluur, het Devoon definiëren aan de hand van gidsfossielen in gesteenten in Devon.

### Sedgwicks ideeën
Sedgwick was een aanhanger van het catastrofisme van Georges Cuvier, het idee dat gesteenten op Aarde gevormd worden tijdens korte heftige catastrofes, en daarmee een tegenstander van het uniformitarianisme van onder andere Charles Lyell. Desondanks geloofde hij dat geleidelijke verandering wel plaats kon vinden, hoewel niet belangrijk voor de vorming van gesteenten. Zo werd hij door William Buckland overtuigd dat Pleistocene sedimenten waren afgezet tijdens een ijstijd, en niet tijdens de Bijbelse Zondvloed, zoals hij eerst dacht. Sedgwick was ook absoluut geen jonge aarde-creationist, hij dacht dat de Aarde zeer oud moest zijn.
Een van Sedgwicks studenten was Charles Darwin, die door Sedgwick werd meegenomen naar Wales om gesteenten te onderzoeken. Tijdens Darwins reis met de Beagle bleven de twee in contact, en Darwin zond Sedgwick stenen en fossielen uit Zuid-Amerika. Sedgwick was in die tijd erg lovend over zijn student. Toen Darwin zijn evolutietheorie publiceerde, viel Sedgwick hem af. Hij kon of wilde niet in het ontstaan van nieuwe soorten door natuurlijke selectie geloven. De twee bleven ondanks hun meningsverschil wel bevriend.
Sedgewick werd in 1851 onderscheiden met de Wollaston medaille van de Geological Society. In 1863 kreeg hij de Copley Medal.
- Bibliothèque nationale de France: cb136074639 (data)
- CiNii: DA07687467
- Gemeinsame Normdatei: 119369567
- International Standard Name Identifier: 0000 0000 8143 7562
- Library of Congress Control Number: n83135443
- Mathematics Genealogy Project: 102043
- Nationale bibliotheek van Australië: 35487528
- Nationale Bibliotheek van Israël: 987007275284505171
- Nederlandse Thesaurus van Auteursnamen: 159577543
- Istituto Centrale per il Catalogo Unico: UFIV068066
- SNAC: w6pg1v11
- Système universitaire de documentation: 055320899
- Trove: 970897
- Virtual International Authority File: 64179295
- WorldCat: E39PBJmTkb3FcDvGcbdWC9BXVC